# Алибеков, Алиаскар Мендиярулы
Алибеков, Алиаскар Мендиярулы (1893, ныне Жамбейтинский район Западно-Казахстанской области — 1937) — казахский государственный деятель. Принимал активное участие в создании Казахской автономии. До 1919 участник движения «Алаш». В 1919 участвовал в обороне Уральска. Был председателем Уральского ревкома уезда Жамбейты, в 1920 — секретарем Казревкома, членом Казахского облбюро. 
В 1924—1926 годах был наркомом земледелия Киргизской-Казахской АССР. 25 мая 1925 вместе с начальником землеустройства Киргизиской АССР Салимгиреем Каратлеуовым был на приёме у Сталина
Внёс большой вклад в делимитацию границы Северного Казахстана и России. Был представителем КазАССР в Москве, руководителем Рабоче-крестьянской инспекции КазАССР. В 1937 Алибеков погиб, став жертвой сталинских репрессий.

## Комментарии
1. ↑  Секретариатом Сталина фамилия Каратлеуова записана в ошибкой как Каратисаув, но он однозначно идентифицируется по указанию должности "начальник землеустройства Киргизии"'"`UNIQ--ref-00000000-QINU`"'.